# Tendu (Indre)
Tendu település Franciaországban, Indre megyében. Lakosainak száma 654 fő (2022. január 1.). Tendu Chasseneuil, Luant, Mosnay, Le Pêchereau, La Pérouille, Le Pont-Chrétien-Chabenet, Saint-Marcel és Velles községekkel határos.

## Népesség
A település népessége az elmúlt években az alábbi módon változott:
| Lakosok száma | 483  | 465  | 446  | 541  | 649  | 648  | 648  | 648  | 650  | 654  |
|               | 1968 | 1982 | 1990 | 2006 | 2013 | 2015 | 2017 | 2019 | 2020 | 2022 |